# Xyliphius magdalenae
Xyliphius magdalenae är en fiskart som beskrevs av Eigenmann 1912. Xyliphius magdalenae ingår i släktet Xyliphius och familjen Aspredinidae. Inga underarter finns listade i Catalogue of Life.